# إيغور سافيدرا
إيغور سافيدرا (بالإسبانية: Igor Saavedra Valenzuela)‏ هو موسيقي تشيلي، ولد في 31 مايو 1966 في سانتياغو في تشيلي.

## وصلات خارجية
- إيغور سافيدرا على موقع ميوزك برينز (الإنجليزية)